# Sudetes centrales
Los Sudetes centrales son, como su nombre indica, la parte central de la cordillera de los montes Sudetes. Se encuentran situados en la frontera entre la República Checa y Polonia, extendiéndose desde el río Bóbr, por el oeste, hasta el río Niesse Oriental, en el este.
Los Sudetes centrales se componen de varias cordilleras o subsistemas:
- Montes Orlické,
- Montes Bystrzyckie,
- Montes Bardzkie,
- Montañas del Búho,
- Montes Piedra y
- Montes Mesa.[1]